# Воја Царић
Воја Царић (Машић, 14. март 1922 — Београд, 19. април 1992) био је српски песник, прозни писац, уредник и антологичар.

## Биографија
Рођен је у мјесту Машићу у Славонији 14. марта 1922. године. Основну школу завршио је у родном месту, а гимназију у Новој Градишки. Историју уметности студирао је у Загребу, а завршио у Београду. Почео је да пише одмах послије Другог свјетског рата, када је сарађивао у Политици, а затим настаје његова сарадња са бројним листовима и часописима за децу.
Његова најпознатија дјела : „Бели вук“, „Бајка о тајни“, „Апарат професора Коса“, „Еј, ти“, „Шарени мост“.
Воја Царић умро је 19. априла 1992. године у Београду.

## Одабрана дела
Воја Царић је писао песме, приче, басне и романе. Одабрани списак Царићевих дела је:
- Петолетка - песме (1948)
- Бој са Врандуком - поема (1948)
- Весели доживљаји - песме (1950)
- Саботери - песме (1948)
- Зечја прича - песме (1947)
- Басне (1951)
- Приче о злом јарцу (1950)
- Бајка о тајни - песме (1951)
- Бели вук - приче (1956)
- Шарени мост - песме (1958)
- Апарат професора Коса - роман (1958)
- Еј ти - песме (1966)
- Антологија савремене поезије за децу - саставио 1970. године